# Палау Рейаль (станция метро, Барселона)
Палау Рейаль (кат. Palau Reial) — станция Барселонского метрополитена, расположенная на линии 3. Открытие станции состоялось 20 января 1975 года под названием "Паласьо" (исп. Palacio) в составе участка «Сантс Эстасьо» — «Зона Университариа». Станция находится на пересечении районов Педральбес и Ла-Матернитат-и-Сан-Рамон округа Лес-Кортс Барселоны.

## Название

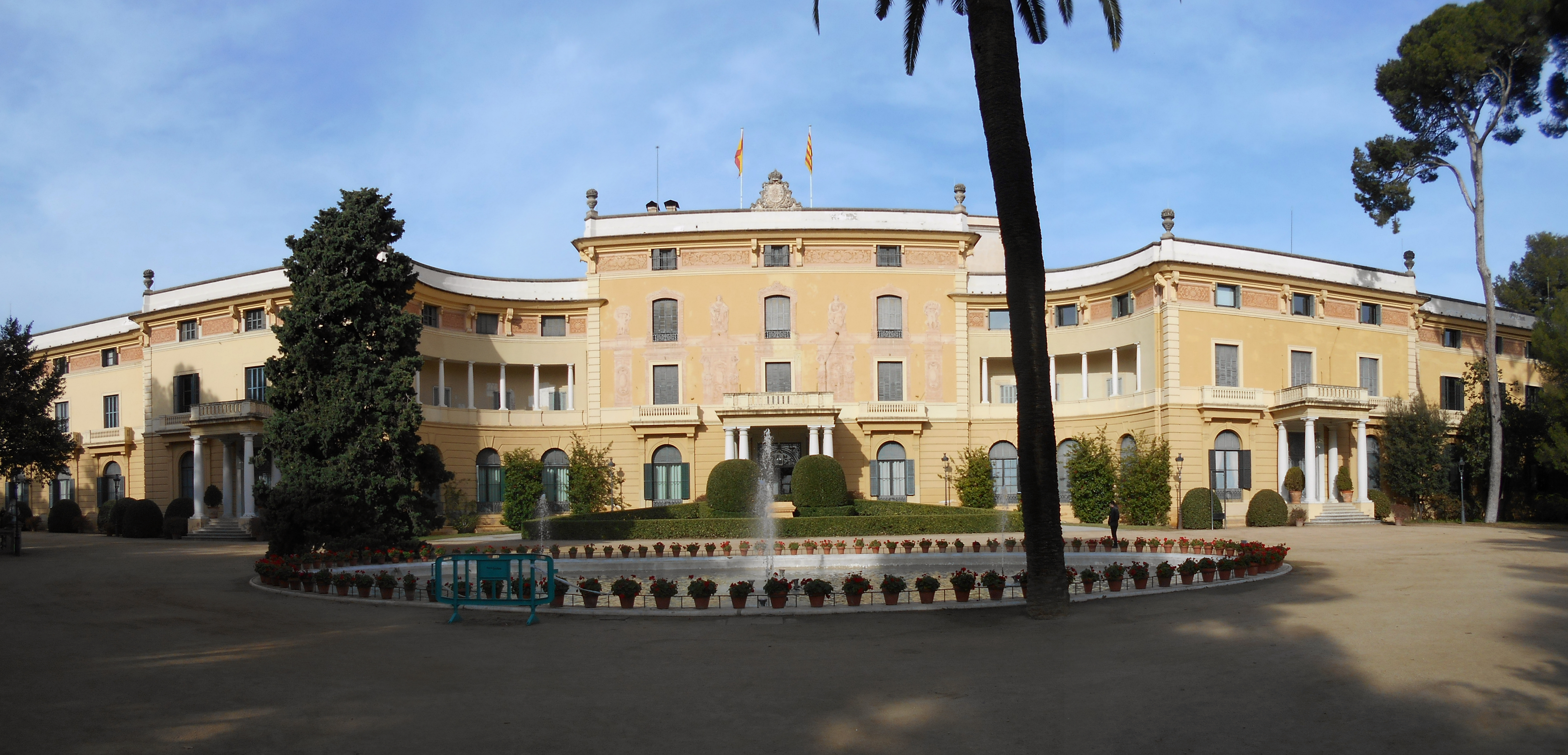
Панорамное изображение дворца Педральбес

Название станции происходит от расположенных к северу от неё королевской усадьбы и дворца Педральбес (на фото слева), который в период с 1919 по 1931 год был главной резиденцией королевской семьи Испании, когда её члены посещали Барселону.

## Расположение
Станция находится под проспектом Диагональ, между улицей Тинен Колонель Венесуэла и биологическим факультетом Барселонского университета.

## Конструкция
Станция имеет 2 островные платформы длиной 94 метра, и 2 пути по центру, разделённые между собой несущей стеной.

## Пересадки на наземный транспорт
В 2004 была открыта одноимённая остановка трамвайной системы Trambaix, обслуживающая все три маршрута сети, на которую можно осуществить пересадку со станции метрополитена.
| В сторону          | <                  | Линия | >              | В сторону     |
| ------------------ | ------------------ | ----- | -------------- | ------------- |
| Зона Университариа | Зона Университариа |       | Мария Кристина | Тринитат Нова |